# Pennsylvaniai Állami Egyetem
A Pennsylvaniai Állami Egyetem (angolul: Pennsylvania State University), röviden Penn State egy állami kutatóegyetem, amelynek campusai és intézményei egész Pennsylvaniában, az Egyesült Államokban találhatók. Az 1855-ben, Farmers' High School of Pennsylvania néven alapított Penn State-et nyolc évvel később, 1863-ban az állam első földtámogató egyetemévé (land-grant university) nevezték ki. Elsődleges campusa, a Penn State University Park, ahol több mint  40 000 hallgató tanul.
A Penn State kiemelkedik az amerikai állami egyetemek közül, sok egyetemi rangsorban a világ 100 legjobb egyeteme között szerepel. Tagja az Amerikai Egyetemek Szövetségének (AAU). Az egyetemnek két jogi kara van: a Penn State Law és a Penn State Dickinson Law. Az Orvostudományi Főiskola Hersheyben található. Az egyetem 19 nemzetközösségi kampuszt és öt speciális missziós campust tart fenn Pennsylvania-szerte.

## Szervezetek
A Penn State egy államhoz kötődő egyetem, és tagja a Pennsylvania Commonwealth System of Higher Education rendszerének. Ettől a szervezettől kap finanszírozást, és kuratóriumán keresztül kapcsolódik az államhoz, egyébként független, és nincs közvetlen állami ellenőrzés alatt. A 2006–2007-es pénzügyi évre az egyetem költségvetésének 9,7 százalékát kapta állami előirányzatokból, ami a legalacsonyabb a négy államilag kapcsolódó intézmény közül Pennsylvaniában.

### College-ok

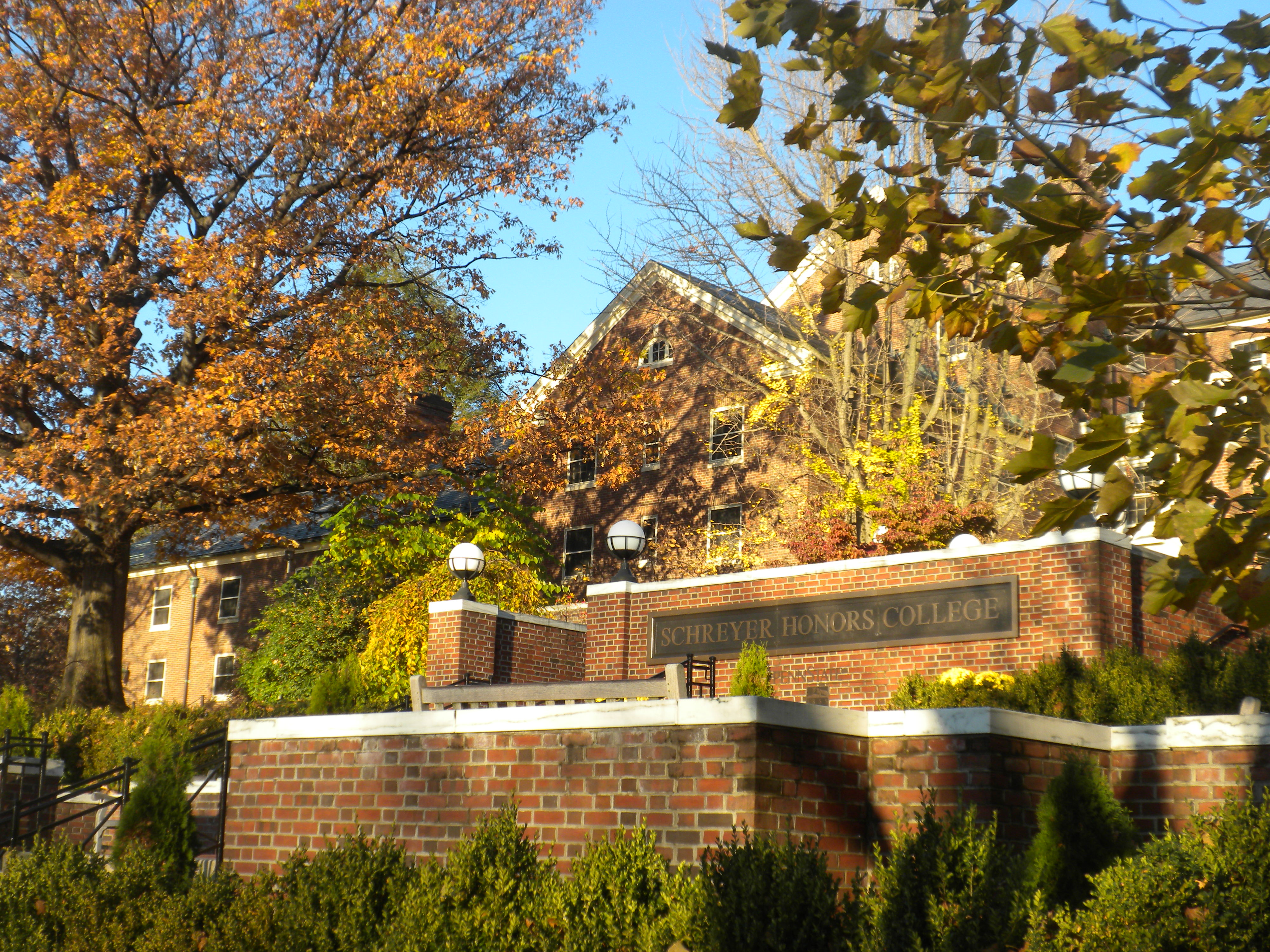
Schreyer Honors College 2014-ben

A Penn State-n tizennyolc college működik, ebből három a speciális missziós egyetemeken. A University Park-campus tizennégy különálló college-ra (másnéven karra), valamint a posztgraduális iskolára  szerveződik:
| - College of Agricultural Sciences - College of Arts and Architecture - College of Business - College of Communications - College of Science - College of Technology - College of the Liberal Arts - College of Medicine - College of Earth and Mineral Sciences - College of Education - College of Engineering - College of Health and Human Development - College of Information Sciences and Technology | - Dickinson Law - Graduate School - Honors College - Penn State Law - Ross and Carol Nese College of Nursing - School of International Affairs |

Az egyetem kuratóriuma 2007 januárjában megszavazta a nemzetközi ügyek iskolájának (chool of international affairss) létrehozását, az első osztályokat 2008 őszi szemeszterében vették fel. Az iskola a Penn State Law része.

## Oktatás

### Egyetemi felvételi
A Penn State University Parkba való felvételt a Carnegie Felsőoktatási Intézmények Osztályozása "szelektívnek" minősíti. A Princeton Review 99-ből 90 pontot ad a Penn State University Park számára a felvételi szelektivitás értékelésére.
2023-ban 85 957 jelentkezés érkezett az egyetemre. A felvételi ajánlatot 46 605 jelentkezőre, azaz 54%-ra terjesztette ki a holisztikus felülvizsgálat után, amely magában foglalja a tanulmányi átlag, a teljesítmény és a felvételi teszteredmények átnézését is. 9040 felvett hallgató iratkozott be, ez  az összes jelentkezők 14%-a. 
A Penn State-en a gólyák 8%-a esik ki az első évben, és 85%-a hat éven belül diplomát szerez. 
|                                               | 2021             | 2020             | 2019             | 2018             | 2017             |
| --------------------------------------------- | ---------------- | ---------------- | ---------------- | ---------------- | ---------------- |
| Jelentkezők                                   | 78,578           | 73,861           | 71,903           | 52,742           | 56,114           |
| Felvettek                                     | 45,269           | 40,031           | 35,302           | 29,793           | 28,233           |
| Felvettek aránya                              | 57.6             | 54.2             | 49.1             | 56.5             | 50.3             |
| Beiratkozottak                                | 8,614            | 8,465            | 8,331            | 8,075            | 7,863            |
| Beiratkozottak aránya                         | 19.0             | 21.1             | 23.6             | 27.1             | 27.9             |
| ACT-átlag (max 36)                            | 26-32 (8%†)      | 25-30 (18%†)     | 25-30 (17%†)     | 25-30 (22%†)     | 25-30 (30%†)     |
| SAT-átlag (max 1600)                          | 1200-1400 (37%†) | 1150-1340 (77%†) | 1160-1370 (78%†) | 1160-1360 (74%†) | 1160-1340 (65%†) |
| † ACT vagy SAT vizsgák benyújtóinak százaléka |                  |                  |                  |                  |                  |

### Rangsorok
| Felmérés             | Helyezés   | Helyezés | Forrás |
| Felmérés             | Globálisan | USA      | Forrás |
| -------------------- | ---------- | -------- | ------ |
| QS World             | 83.        | 25.      | [ 16 ] |
| The Higher Education | 100.       | 74.      | [ 17 ] |
| US News              | 84.        | 63.      | [ 18 ] |
| Webometrics Ranking  | 101.       | 88.      | [ 19 ] |

A Világegyetemek Akadémiai Rangsora 2020-ra Penn State-et az egyetemek között a 101. és 150. közé, országosan pedig a 42. és 56. közé sorolta. A US News & World Report szerint az egyetem a nemzeti egyetemek között holtversenyben a 63., az állami iskolák között pedig a 23. helyen áll az Egyesült Államokban 2021-ben.

## Fordítás
Ez a szócikk részben vagy egészben  a   Pennsylvania State University című angol Wikipédia-szócikk ezen változatának fordításán alapul.  Az eredeti cikk szerkesztőit annak laptörténete sorolja fel. Ez a jelzés csupán a megfogalmazás eredetét és a szerzői jogokat jelzi, nem szolgál a cikkben szereplő információk forrásmegjelöléseként.